# Lycka
Lycka is een gebouw in Amsterdam Nieuw-West.
Het vijftig meter hoge gebouw bestaat uit werkruimten met daarboven appartementen in de sociale sector. Het gebouw bevat verschillende type appartementen, wat in de architectuur terug is te zien doordat elk type woning zijn eigen uitstraling heeft in zowel materiaal als kleur. Het lijkt daardoor op vijf blokken woningen die op elkaar gestapeld zijn. Het gebouw deelt een centrale kern en bevat ook een inpandige fietsenstalling. Het complex voldoet aan strenge duurzaamheidseisen met onder andere wateropvang, zonnepanelen, stadsverwarming, een collectieve tuin op het dak en geen gasaansluiting. 
Hillen & Roosen bouwde dit gebouw voor wooncorporatie Eigen Haard. Het werd ontworpen door "Team Paul de Vroom + Sputnik". 
Het gebouw maakt deel uit van de herontwikkeling van het nooit volledig gebouwde kantorenpark Amsterdam Teleport naar gemengd hoogstedelijk woon-werkgebied Sloterdijk-Centrum. De kavels van het oorspronkelijke Teleport-plan waren waren nooit tot ontwikkeling gekomen. Het complex werd gepland aan de Lutonstraat, Zaventemstraat en Arlandaweg, allen vernoemd vliegvelden in Europa; Luton (Londen), Zaventem (Brussel) en Arlanda (Stockholm). Toen door de gemeente nieuwe plannen werden gemaakt voor het bouwperceel naast de Hemboog, bleek dat er geen straat of weg ontstond maar een soort hof. De straatnaam werd daarom nog vóór de bouw in 2018 gewijzigd in Lutonhof. Het gebouw kreeg -als knipoog naar de ligging aan de Arlandaweg- de naam Lycka wat 'geluk' betekent in het Zweeds.
Lycka werd in 2022 genomineerd voor de Amsterdamse Nieuwbouwprijs.